# Équipe de France de rugby à XV en 1970
L'équipe de France de rugby à XV, en 1970, dispute quatre matchs lors du tournoi des Cinq Nations, et un test face à la Roumanie.

## Tableau des matchs
| Date             | Lieu                                     | Adversaire | Score   | Type              | Équipe et marqueurs |
| ---------------- | ---------------------------------------- | ---------- | ------- | ----------------- | --- |
| 10 janvier 1970  | Murrayfield, Édimbourg                   | Écosse     | V 9-11  | Tournoi 5 Nations | Pierre Villepreux - Roger Bourgarel, Alain Marot, Jean-Pierre Lux, Jean Sillières - (o) Lucien Pariès, (m) Gérard Sutra - Christian Carrère , Benoît Dauga, Gérard Viard - Jean-Pierre Bastiat, Élie Cester - Jean-Louis Azarete, René Bénésis, Jean Iraçabal - 2 Essais (Lux, Dauga) - 1 Transformation (Pariès) - 1 Drop (Pariès) -                                                                             |
| 24 janvier 1970  | Stade olympique Yves-du-Manoir, Colombes | Irlande    | V 8-0   | Tournoi 5 Nations | Pierre Villepreux - Roger Bourgarel, Alain Marot, Jean-Pierre Lux, Jean Sillières - (o) Lucien Pariès, (m) Gérard Sutra - Christian Carrère , Benoît Dauga, Paul Biémouret - Jean-Pierre Bastiat, Élie Cester - Jean-Louis Azarete, René Bénésis, Jean Iraçabal - 1 Essai (Sillières) - 1 Transformation (Pariès) - 1 Drop (Pariès) -                                                                             |
| 4 avril 1970     | Arms Park, Cardiff                       | Galles     | D 11-6  | Tournoi 5 Nations | Pierre Villepreux - Jack Cantoni, Alain Marot, Jean-Pierre Lux, Jean-Marie Bonal - (o) Lucien Pariès, (m) Marcel Puget - Christian Carrère , Benoît Dauga, Paul Biémouret - Jean-Pierre Bastiat, Élie Cester - Jean-Louis Azarete, René Bénésis, Jean Iraçabal - 2 Essais (Cantoni, Bonal) - |
| 18 avril 1970    | Stade olympique Yves-du-Manoir, Colombes | Angleterre | V 35-13 | Tournoi 5 Nations | Pierre Villepreux - Roger Bourgarel, Jean Trillo, Jean-Pierre Lux, Jean-Marie Bonal - (o) Jean-Louis Bérot, (m) Michel Pebeyre - Christian Carrère , Benoît Dauga, Paul Biémouret - Jean Le Droff, Élie Cester - Jean Iraçabal, René Bénésis, Michel Lasserre - 6 Essais (Bourgarel, Trillo, Lux, Bonal, Bérot, Dauga) - 4 Transformations (Villepreux) - 1 Pénalité (Villepreux) - 2 Drops (Villepreux, Bérot) - |
| 29 novembre 1970 | Bucarest                                 | Roumanie   | V 3-14  | Test Match        | Pierre Villepreux - Roger Bourgarel, Jean Trillo, Jean-Pierre Lux, Jack Cantoni - (o) Jean-Louis Bérot, (m) Michel Pebeyre - André Quilis, Benoît Dauga , Gérard Viard - Jean Le Droff, Walter Spanghero - Jean-Louis Azarete, René Bénésis, Jean Iraçabal - 1 Essai (Pebeyre) - 1 Transformation (Villepreux) - 3 Pénalités (Villepreux) -                                                                       |

## Statistiques individuelles

### Bilan par joueur
En 1970 un essai valait 3 points, une transformation 2 point, une pénalité 3 points, un drop 3 points.
| Joueurs             | Club 1969-1970     | Club 1970-1971     | Pos.                 | Sél. (cap.) | Pts. | Ess. | Tr. | Pén. | Dp. |
| ------------------- | ------------------ | ------------------ | -------------------- | ----------- | ---- | ---- | --- | ---- | --- |
| Pierre Villepreux   | Stade toulousain   | Stade toulousain   | Arrière              | 5           | 25   | -    | 5   | 4    | 1   |
| Roger Bourgarel     | Stade toulousain   | Stade toulousain   | Ailier               | 4           | 3    | 1    | -   | -    | -   |
| Alain Marot         | CA Brive           | CA Brive           |                      | 3           | -    | -    | -   | -    | -   |
| Jean-Pierre Lux     | US Tyrosse         | US Tyrosse         |                      | 5           | 6    | 2    | -   | -    | -   |
| Jean Sillières      | Stadoceste tarbais | Stadoceste tarbais | Ailier               | 2           | 3    | 1    | -   | -    | -   |
| Lucien Pariès       | Biarritz olympique | Biarritz olympique | Demi d'ouverture     | 3           | 10   | -    | 2   | -    | 2   |
| Gérard Sutra        | RC Narbonne        | RC Narbonne        | Demi d'ouverture     | 2           | -    | -    | -   | -    | -   |
| Christian Carrère   | RC Toulon          | RC Toulon          | Troisième ligne aile | 4           | -    | -    | -   | -    | -   |
| Benoît Dauga        | Stade montois      | Stade montois      | Troisième ligne aile | 5           | 6    | 2    | -   | -    | -   |
| Gérard Viard        | RC Narbonne        | RC Narbonne        | Troisième ligne aile | 1           | -    | -    | -   | -    | -   |
| Jean-Pierre Bastiat | US Dax             | US Dax             | Deuxième ligne       | 3           | -    | -    | -   | -    | -   |
| Élie Cester         | Toulouse OEC       | Toulouse OEC       | Deuxième ligne       | 4           | -    | -    | -   | -    | -   |
| Jean-Louis Azarete  | US Dax             | US Dax             | Pilier               | 4           | -    | -    | -   | -    | -   |
| René Bénésis        | RC Narbonne        | RC Narbonne        | Talonneur            | 5           | -    | -    | -   | -    | -   |
| Jean Iraçabal       | Aviron bayonnais   | Aviron bayonnais   | Pilier               | 5           | -    | -    | -   | -    | -   |
| Pierre Biémouret    | SU Agen            | SU Agen            | Troisième ligne aile | 3           | -    | -    | -   | -    | -   |
| Jack Cantoni        | AS Béziers         | AS Béziers         |                      | 3           | 3    | 1    | -   | -    | -   |
| Jean-Marie Bonal    | Stade toulousain   | -                  | Ailier               | 2           | 6    | 2    | -   | -    | -   |
| Jean Le Droff       | FC Auch            | FC Auch            | Deuxième ligne       | 2           | -    | -    | -   | -    | -   |
| Marcel Puget        | CA Brive           | CA Brive           | Demi de mêlée        | 1           | -    | -    | -   | -    | -   |
| Michel Pebeyre      | RC Vichy           | RC Vichy           | Demi de mêlée        | 2           | 3    | 1    | -   | -    | -   |
| Jean Trillo         | SA Condom          | SA Condom          | Centre               | 2           | 3    | 1    | -   | -    | -   |
| Jean-Louis Bérot    | Stade toulousain   | Stade toulousain   |                      | 2           | 6    | 1    | -   | -    | 1   |
| Walter Spanghero    | RC Narbonne        | RC Narbonne        |                      | 1           | -    | -    | -   | -    | -   |
| André Quilis        | RC Narbonne        | RC Narbonne        |                      | 1           | -    | -    | -   | -    | -   |
| Michel Lasserre     | SU Agen            | SU Agen            | Deuxième ligne       | 1           |      |      |     |      |     |

### Meilleurs réalisateurs
| Rang | Joueur            | Poste            | Points | Essais | Transf. | Pén. | Drops |
| ---- | ----------------- | ---------------- | ------ | ------ | ------- | ---- | ----- |
| 1    | Pierre Villepreux | Arrière          | 25     | 0      | 5       | 4    | 1     |
| 2    | Lucien Pariès     | Demi d'ouverture | 10     | 0      | 2       | 0    | 2     |
| 3    | Jean-Louis Bérot  |                  | 6      | 1      | 0       | 0    | 1     |
| -    | Jean-Marie Bonal  | Ailier           | 6      | 2      | 0       | 0    | 0     |
| -    | Benoît Dauga      | Benoît Dauga     | 6      | 2      | 0       | 0    | 0     |
| -    | Jean-Pierre Lux   |                  | 6      | 2      | 0       | 0    | 0     |
| 6    | Roger Bourgarel   | Ailier           | 3      | 1      | 0       | 0    | 0     |
| -    | Jack Cantoni      |                  | 3      | 1      | 0       | 0    | 0     |
| -    | Michel Pebeyre    | Demi de mêlée    | 3      | 1      | 0       | 0    | 0     |
| -    | Jean Sillières    | Ailier           | 3      | 1      | 0       | 0    | 0     |
| -    | Jean Trillo       | Centre           | 3      | 1      | 0       | 0    | 0     |

### Meilleurs marqueurs
| Rang | Joueur           | Poste                | Essais |
| ---- | ---------------- | -------------------- | ------ |
| 1    | Jean-Marie Bonal | Ailier               | 2      |
| -    | Benoît Dauga     | Troisième ligne aile | 2      |
| -    | Jean-Pierre Lux  |                      | 2      |
| 4    | Jean-Louis Bérot |                      | 1      |
| -    | Roger Bourgarel  | Ailier               | 1      |
| -    | Jean Sillières   | Ailier               | 1      |
| -    | Jack Cantoni     |                      | 1      |
| -    | Michel Pebeyre   | Demi de mêlée        | 1      |
| -    | Jean Trillo      | Centre               | 1      |